# Souligné-Flacé
Souligné-Flacé là một xã trong tỉnh Sarthe ở tây bắc nước Pháp. Xã này nằm ở khu vực có độ cao từ 43-123 mét trên mực nước biển.